# Echinaria capitata
Genre
Espèce
Echinaria capitata, l'échinaire capitée ou échinaire en tête, est une espèce de plantes monocotylédones de la famille des Poaceae, sous-famille des Pooideae, originaire d'Eurasie et d'Afrique du Nord. C'est la seule espèce du genre Echinaria (genre monotypique).
Ce sont des plantes herbacées annuelles pouvant atteindre 30 cm de haut. Elles se caractérisent par une inflorescence condensée en une tête globuleuse hérissée d'arêtes.

## Taxinomie

### Synonymes
Selon Catalogue of Life (2 novembre 2017) :
- Cenchrus capitatus L. (basionyme)
- Echinaria capitata var. pumila (Willk.) Willk.
- Echinaria capitata var. todaroana Ces.
- Echinaria pumila Willk.
- Echinaria spicata Debeaux
- Echinaria todaroana (Ces.) Cif. & Giacom.
- Panicastrella capitata (L.) Moench
- Reimbolea spicata Debeaux

### Liste des variétés
Selon Tropicos (2 novembre 2017) (Attention liste brute contenant possiblement des synonymes) :
- variété Echinaria capitata var. capitata
- variété Echinaria capitata var. communis Ces., Pass. & Gibelli
- variété Echinaria capitata var. pumila (Willk.) Willk. & Lange
- variété Echinaria capitata var. todaroana Ces., Pass. & Gibelli